# دیوید مکگورن
دیوید مکگورن (انگلیسی: David McGurn؛ زادهٔ ۱۴ سپتامبر ۱۹۸۰) بازیکن فوتبال اهل بریتانیا است.
از باشگاه‌هایی که در آن بازی کرده است می‌توان به باشگاه فوتبال گرینوک مورتون و باشگاه فوتبال ریت روورز اشاره کرد.